# Río Amezqueta
El río Amezqueta (en euskera, Amezketa) es un río del norte de la península ibérica, afluente del río Oria, que discurre por la provincia de Guipúzcoa, España.

## Curso
El Amezqueta nace en la Sierra de Aralar, a unos 1000 m s. n. m. Discurre en dirección norte atravesando las localidades de Amezqueta y Ugarte y tras recorrer unos 10,5 km desemboca en el río Oria en la localidad de Alegría de Oria.